# La Roche-sur-Yon Vendée handball
Maillots
La Roche-sur-Yon Vendée handball est un club français de handball basé à La Roche-sur-Yon en Vendée. Créé le 7 décembre 1950, le club dispose d'une vingtaine équipes et de plus de 300 licenciés.
Pendant plusieurs saisons, le club a été l'un des rares clubs français à posséder une section féminine et masculine en championnat de France national.
En 2021, l'équipe sénior masculine évolue actuellement en Prénationale (6e niveau national) après avoir évolué pendant une dizaine d'années dans le championnat de France de Nationale 1. Côté féminin, l'équipe évolue depuis 2018 en Nationale 1.

## Historique du club

### Bilan saison par saison

#### Féminin
| Saison    | Div. | Div.        | Saison régulière | Saison régulière | Barrage / Playoffs | Coupe de France            |
| 2008-2009 | V    | Nationale 3 | ?e/??            | ? - ?            | -                  | ?                          |
| 2009-2010 | V    | Nationale 3 | ?e/??            | ? - ?            | -                  | ?                          |
| 2010-2011 | IV   | Nationale 2 | ?e/??            | ? - ?            | -                  | ?                          |
| 2011-2012 | IV   | Nationale 2 | ?e/??            | ? - ?            | -                  | ?                          |
| 2012-2013 | V    | Nationale 3 | ?e/??            | ? - ?            | -                  | ?                          |
| 2013-2014 | V    | Nationale 3 | ?e/??            | ? - ?            | -                  | ?                          |
| 2014-2015 | V    | Nationale 3 | ?e/??            | ? - ?            | -                  | ?                          |
| 2015-2016 | V    | Nationale 3 | 3e/12            | 15 - 2 - 5 (P2)  | -                  | ?                          |
| 2016-2017 | IV   | Nationale 3 | 2e/12            | 19 - 0 - 3 (P2)  | 1 - 0 - 0          | ?                          |
| 2017-2018 | IV   | Nationale 2 | 3e/12 (P1)       | 16 - 2 - 4       | -                  | 1/16e de finale            |
| 2018-2019 | III  | Nationale 1 | 9e/12(P1)        | 7 - 4 - 11       | -                  | 1/32e de finale            |
| 2019-2020 | III  | Nationale 1 | 5e/12 (P1)       | 8 - 0 - 8        | -                  | 1/32e de finale            |
| 2020-2021 | III  | Nationale 1 | 6e/6 (P3)        | 0 - 0 - 3        | -                  | -                          |
| 2021-2022 | III  | Nationale 1 | 3e/14 (P1)       | 18 - 2 - 6       | -                  | -                          |
| 2022-2023 | III  | Nationale 1 | 7e/13 (P1)       | 11 - 2 - 11      | -                  | -                          |
| 2023-2024 | III  | Nationale 1 | 2e/12 (P1)       | 16 - 2 - 4       | -                  | 1/32e de finale (Fédérale) |
| 2024-2025 | III  | Nationale 1 | 2e/12 (P1)       | 7 - 1 - 18       | -                  | 1/16e de finale (Fédérale) |
| 2025-2026 | II   | D2          | ?e/14            | ? - ?            | -                  | ?                          |

Légende : * : repêché, I à V : échelon de la compétition.

#### Masculin
| Saison    | Division          | Classements |
| --------- | ----------------- | ----------- |
| 2008-2009 | Nationale 2       | ?           |
| 2009-2010 | Nationale 2       | ?           |
| 2010-2011 | Nationale 1       | ?           |
| 2011-2012 | Nationale 2       | ?           |
| 2012-2013 | Nationale 3       | ?           |
| 2013-2014 | Prénationale      | ?           |
| 2014-2015 | Excellence Région | ?           |
| 2015-2016 | Excellence Région | ?           |
| 2016-2017 | Excellence Région | ?           |
| 2017-2018 | Prénationale      | ?           |
| 2018-2019 | Prénationale      | ?           |
| 2019-2020 | Prénationale      | ?           |
| 2020-2021 | Prénationale      | ?           |
| 2021-2022 | Prénationale      | 7e          |
| 2022-2023 | ?                 | ?           |
| 2023-2024 | ?                 | ?           |
| 2024-2025 | Prénationale      | 6e          |
| 2025-2026 | ?                 | ?           |

## Personnalités liées au club
- Berthe Abiabakon : joueuse internationale camerounaise, au club depuis 2018
- Redouane Aouachria : joueur international algérien, au club de 1993 à 1995
- Camille Rassinoux : joueuse formée au club, au club jusqu'en 2009